# ルイーゼ・ユリアナ・ファン・ナッサウ
ルイーゼ・ユリアナ・ファン・ナッサウ（オランダ語: Louise Juliana van Nassau, 1576年3月31日 - 1644年3月15日）は、オラニエ公ウィレム1世（沈黙公）の娘で、ドイツのプファルツ選帝侯フリードリヒ4世の妃。
ドイツ語名はルイーゼ・ユリアナ・フォン・オラーニエン＝ナッサウ（Luise Juliana von Oranien-Nassau）。

## 生涯
ホラント州その他の総督を務めるウィレム1世と、その3番目の妻でモンパンシエ公ルイ3世の娘であるシャルロット・ド・ブルボンの間の6人の娘たちのうちの長女として生まれた。1582年に母を亡くし、父が1584年にデルフトでバルタザール・ジェラールによって暗殺された後は、妹たちとともに継母のルイーズ・ド・コリニーによって養育された。ルイーズ・ド・コリニーはオラニエ＝ナッサウ家の女家長として、継娘たちを有力なプロテスタントの王侯と結婚させようと良縁を探した。
1593年6月23日にディレンブルクにおいて、プファルツ選帝侯フリードリヒ4世と結婚した。ルイーゼ・ユリアナはハイデルベルク宮廷への輿入れに際し、末の妹のエミリア・アントウェルピアナを一緒に連れて行った。少女時代に不自由を強いられてきたルイーゼ・ユリアナは、比較的裕福なハイデルベルク宮廷や、華美を好む夫フリードリヒ4世の趣味に慣れるのに苦労した。しかし夫婦仲は睦まじく、選帝侯夫人は夫や子供たちに尽くす妻・母親だった。
1610年に夫が死去すると、幼い長男のフリードリヒ5世が選帝侯家を継いだ。ルイーゼ・ユリアナは選帝侯の実母としてその後見人に名を連ねたが、筆頭後見人として国政を差配したのは娘婿のプファルツ＝ツヴァイブリュッケン公ヨハン2世であった。ルイーゼ・ユリアナは翌1611年に長男フリードリヒ5世を成年に達したと認め、フリードリヒ5世を研修のために妹エリーザベト・フランドリカの治めるスダン公国の宮廷に留学させた。
1619年に神聖ローマ皇帝マティアスが亡くなると、その相続人のフェルディナント大公を嫌うボヘミアの等族たちはルイーゼ・ユリアナの長男フリードリヒ5世をボヘミア王に選出した。ルイーゼ・ユリアナは息子に王位を辞退するよう説得したが、若いフリードリヒ5世はこの無謀な挑戦を受諾した。結果、ハプスブルク家の軍隊がプファルツ選帝侯領を占領し、選帝侯一家は亡命者の身の上となった。
ルイーゼ・ユリアナは長男フリードリヒ5世と二度と顔を合わせることはなかった。選帝侯未亡人は最初、2人の孫たちを連れてヴュルテンベルクに避難したが、皇帝の怒りを恐れるヴュルテンベルク公ヨハン・フリードリヒによって領外へ追い出された。このため、ルイーゼ・ユリアナは次女の嫁ぎ先であるブランデンブルク＝プロイセンのベルリン宮廷に移った。1638年になると、三十年戦争の戦火を避けて娘一家とともにケーニヒスベルクへの避難を余儀なくされ、この地で死去した。

## 子女
- ルイーゼ・ユリアーネ（1594年 - 1640年） - 1612年、プファルツ＝ツヴァイブリュッケン＝フェルデンツ公ヨハン2世と結婚
- カタリーナ・ゾフィー（1595年 - 1626年）
- フリードリヒ5世（1596年 - 1632年） - プファルツ選帝侯、ボヘミア対立王
- エリーザベト・シャルロッテ（1597年 - 1660年）- 1616年、ブランデンブルク選帝侯ゲオルク・ヴィルヘルムと結婚
- アンナ・エレオノーレ（1599年 - 1600年）
- ルートヴィヒ・ヴィルヘルム（1600年）
- モーリッツ・クリスティアン（1601年 - 1605年）
- ルートヴィヒ・フィリップ（1602年 - 1655年） - プファルツ＝ジンメルン公